# Powiat wschowski
Powiat wschowski – powiat w zachodniej Polsce, w województwie lubuskim, funkcjonujący od 1 stycznia 2002, a utworzony na mocy rozporządzenia Rady Ministrów z dnia 31 maja 2001 w sprawie utworzenia, ustalenia granic i zmiany nazw powiatów oraz zmiany siedziby władz powiatu (Dz.U. z 2001 r. nr 62, poz. 631), poprzez wydzielenie – ze wschodniej części powiatu nowosolskiego – trzech gmin (Sława, Szlichtyngowa, Wschowa). To powiat o najmniejszej powierzchni (624,20 km²) i o najmniejszym budżecie w województwie lubuskim (dochody i wydatki w 2012 r.). Siedzibą jego władz jest miasto Wschowa.
W skład powiatu wchodzą:
- gminy miejsko-wiejskie: Sława, Szlichtyngowa, Wschowa
- miasta: Sława, Szlichtyngowa, Wschowa

## Geografia
Według danych z 1 stycznia 2014 powierzchnia powiatu wynosiła 624,20 km².
Do 31 grudnia 1998 gminy Wschowa i Szlichtyngowa znajdowały się w województwie leszczyńskim, a gmina Sława w województwie zielonogórskim. Powiat położony jest w następujących regionach fizycznogeograficznych: Pradolina Głogowska i Pojezierze Sławskie.

## Demografia

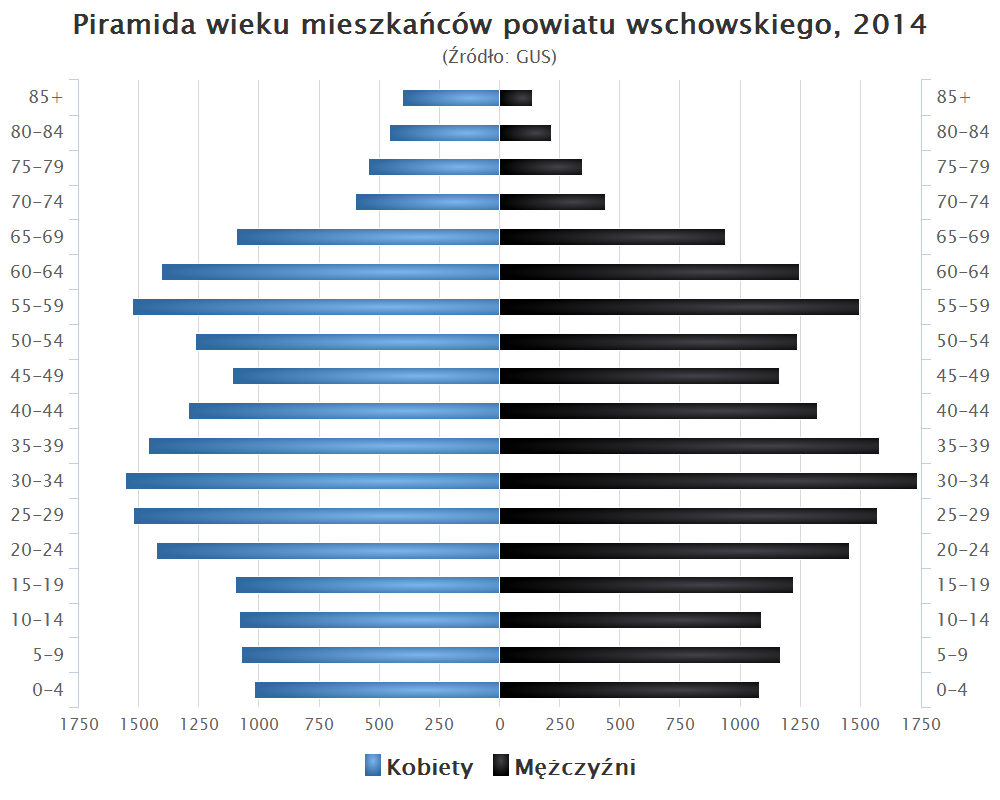
Piramida wieku mieszkańców powiatu wschowskiego w 2014 roku

Według danych z 31 grudnia 2013 powiat wschowski miał 39 434 mieszkańców. Natomiast według danych z 31 grudnia 2019 roku powiat zamieszkiwało 38 831 osób. Natomiast według danych z 30 czerwca 2020 roku powiat zamieszkiwało 38 787 osób.
Liczba ludności (dane z 30 czerwca 2005):
|        | Ogółem | Ogółem | Kobiety | Kobiety | Mężczyźni | Mężczyźni |
| osób   | %      | osób   | %       | osób    | %         |           |
| ------ | ------ | ------ | ------- | ------- | --------- | --------- |
| Ogółem | 39 006 | 100    | 19 776  | 50,70   | 19 230    | 49,30     |
| Miasto | 19 862 | 50,92  | 10 261  | 26,31   | 9601      | 24,61     |
| Wieś   | 19 144 | 49,08  | 9515    | 24,39   | 9629      | 24,69     |

▶Wieś vs ▶miasto
Ogółem (▶k, ▶m)
Miasto (▶k, ▶m)
Wieś (▶k, ▶m)

## Komunikacja
- Linie kolejowe Żary – Łódź.
- Drogi
- DK12 – Łęknica – Żagań – Głogów – Kalisz
- DW324 – Szlichtyngowa – Ostrów Wielkopolski
- DW305 – Nowy Tomyśl – Wolsztyn – Wschowa
- DW278 – Sulechów – Sława – Wschowa
- DW316 – Kaszczor (Powiat wolsztyński) – Sławocin (Powiat nowosolski)
- DW318 – Lubięcin (Powiat nowosolski) – Sława
- DW325 – Tarnów Jezierny (Gmina Sława) – Bytom Odrzański
- DW319 – Stare Strącze (Gmina Sława) – Głogów

## Gospodarka
W gminie Sława dominuje przemysł mięsny, gdzie znajduje się 6 zakładów mięsnych. Przemysł spożywczy jest główną gałęzią gospodarki powiatu wschowskiego. Znajdują się tu 2 prężnie pracujące pieczarkarnie (jedna we Wschowie, kolejna rozsiana jest w gminach Sława i Szlichtyngowa). Ponadto działają 4 piekarnie (2 w Sławie, 2 we Wschowie), we Wschowie mieści się zakład zajmujący się produkcją wód i napojów, na terenie gminy Wschowa mieści się zakład produkujący sól.
W 2012 r. wydatki budżetu samorządu powiatu wschowskiego wynosiły 35,0 mln zł, a dochody budżetu 34,0 mln zł – był to najmniejszy budżet samorządu powiatowego w woj. lubuskim. Zadłużenie (dług publiczny) samorządu na koniec 2012 r. wynosiło 16,6 mln zł, co stanowiło 48,8% wysokości wykonywanych dochodów.

## Turystyka
Teren powiatu oferuje bazę turystyczną, głównie za sprawą znajdujących się tu jezior i zabytków. Jednym z najważniejszych miejsc turystycznych jest gmina Sława. Gmina posiada kilka jezior, z których największe to Jezioro Sławskie. Ponadto w Sławie znajduje się kościół św. Michała Archanioła, wybudowany w 1604r., zniszczony w XVIII wieku, następnie odrestaurowany w 1830 r. W kościele znajduje się kamienna ambona z XVII wieku oraz rzeźba Jezusa Frasobliwego z XVI wieku oraz barokowy pałac. Na terenie gminy Wschowa, najatrakcyjniejszym miejscem jest samo miasto Wschowa, w której znajduje się m.in.: cmentarz ewangelicki założony w 1609 r. mieszczący lapidarium rzeźby nagrobnej, renesansowe kamienice, mury obronne. Ponadto w miejscowościach Lgiń i Wygnańczyce znajdują się niewielkie jeziora.

## Szkolnictwo
Szkoły, które podlegają Starostwu Powiatowemu we Wschowie:
- I Liceum Ogólnokształcące z Oddziałami Dwujęzycznymi im. Tomasza Zana, Wschowa ul. Matejki 1
- I Zespół Szkół im. Stanisława Staszica (zespół szkół zawiera: liceum ogólnokształcące, technikum, szkołę zawodową), Wschowa ul. Kościuszki 11
- Zespół Szkół Ponadgimnazjalnych im. D. Chłapowskiego, Sława ul. Ogrodowa 1
- Centrum Kształcenia Ustawicznego i Praktycznego, Wschowa pl. Kosynierów 1a.

## Starostowie wschowscy
Na podstawie źródła:
- Marek Kozaczek (1 stycznia 2002 – 14 sierpnia 2011; do 18 listopada 2002 jako osoba pełniąca funkcję organów Powiatu Wschowskiego w związku z jego organizacją)
- Marek Boryczka (28 września 2011 – 21 listopada 2018)
- Andrzej Bielawski (21 listopada 2018 – 6 maja 2024)
- Waldemar Starosta (6 maja 2024 – nadal)

## Sąsiednie powiaty
- powiat nowosolski
- powiat wolsztyński (województwo wielkopolskie)
- powiat leszczyński (województwo wielkopolskie)
- powiat górowski (województwo dolnośląskie)
- powiat głogowski (województwo dolnośląskie)